# Caccobius lateralis
Caccobius lateralis là một loài bọ cánh cứng trong họ Bọ hung (Scarabaeidae).